# 津布羅尼亞山
48°4′38″N 24°36′18″E / 48.07722°N 24.60500°E
津布羅尼亞山（烏克蘭語：Дземброня）是烏克蘭的山峰，位於該國西部，處於伊萬諾-弗蘭科夫斯克州和外喀爾巴阡州接壤的邊界，屬於烏克蘭喀爾巴阡山脈中喬爾諾戈拉山脈的一部分，海拔高度1,877米。